# Zapponeta
Zapponeta község (comune) Dél-Olaszország Puglia régiójában, Foggia megyében. 

## Fekvése
Közvetlenül a Manfredóniai-öböl déli partján fekszik, az SS159-es út mentén.

## Története
A település eredete 1768-ra nyúlik vissza, amikor Michele Zezza báró földműveseket telepített ide. Ekkor épült fel a San Michele Arcangelo-templom is. A település neve a latin sappinus (jelentése fenyő) származik.

## Népessége
A népesség számának alakulása:

## Főbb látnivalói
- San Michele Arcangelo-templom